# Municipio de Holland (Nueva Jersey)
El municipio de Holland (en inglés: Holland Township) es un municipio ubicado en el condado de Hunterdon en el estado estadounidense de Nueva Jersey. En el año 2010 tenía una población de 5.291 habitantes y una densidad poblacional de 84,79 personas por km².

## Geografía
El municipio de Holland se encuentra ubicado en las coordenadas 40°35′44″N 75°7′30″O / 40.59556, -75.12500.

## Demografía
Según la Oficina del Censo en 2000 los ingresos medios por hogar en el municipio eran de $68,083 y los ingresos medios por familia eran $71,925. Los hombres tenían unos ingresos medios de $50,737 frente a los $35,615 para las mujeres. La renta per cápita para la localidad era de $28,581. Alrededor del 2.2% de la población estaba por debajo del umbral de pobreza.